# Remetinečki rotor
Remetinečki rotor je veliki cestovni rotor u gradskoj četvrti Novi Zagreb – zapad, mjesnom odboru Kajzerica. Ima tri traka, vanjski mu je polumjer 74 m, te spaja Jadranski most, Jadransku aveniju, Aveniju Dubrovnik i Remetinečku cestu. Rotor je reguliran semaforima, a najdesniji dolazeći trakovi sa sjevera, istoka, zapada i juga odvojeni su od ostatka prometa, čime se smanjuje zagušenost za sva četiri prometna smjera. Rotor je poviše, ispod njega prolaze dvije tramvajske linije i nekoliko pješačko-biciklističkih pothodnika. Na najnižoj razini u tunelu su po dvije trake u smjeru Avenija Dubrovnik-Jadranska avenija i u suprotnomu.
Početkom 21. stoljeća je dnevno preko rotora prolazilo više od 100.000 vozila, što je još 2005. godine bila dvostruko više nego za što je rotor projektiran. Gužva, odnosno prometni zastoji su posebno izraženi tijekom sati najživljeg prometa u gradu, dolazaka i odlazaka na posao. Zbog izrazito velike prometne opterećnosti, prometne nezgode su dosta česte. Preko 2700 nesreća s 216 ozljeđenih zabilježeno je na rotoru od 1997. do 2006. godine, što rotor čini jednim od najkritičnijih gradskih prometnih infrastrukturnih objekata. Od puštanja u promet nakon obnove 27. siječnja 2020. pa do 30. lipnja 2020. godine, dogodilo se 6 prometnih nesreća.

## Rekonstrukcija rotora
Prometna studija koju je naručio Grad Zagreb pokazala je 2007. da postoji pet mogućnosti za rekonstrukciju rotora. Mogućnost koja je predložena 2009. godine, te je kasnije usvojena, izgradnja je dva dvotračna tunela u smjeru istok-zapad, čime će promet navedenog smjera zaobilaziti, točnije teći će ispod rotora što bi trebalo smanjiti opterećenje samog rotora na procijenjenih 38.000 vozila dnevno.

### Izvedba rekonstrukcije
Natječaj je raspisan 2014. godine, te se tada pretpostavljalo da će radovi početi 2016. godine. Radovi su počeli 6. kolovoza 2018. zatvaranjem tramvajskog prometa preko Jadranskog mosta, službeno su završili 31. svibnja 2020. godine.
Rekonstrukcija rotora obuhvaća sljedeće planirane radove:
- rušenje postojećeg i izgradnja novog nadvožnjaka–istok (zbog izgradnje podvožnjaka)
- proširenje (nadogradnja) ostalih nadvožnjaka–sjeveroistok, sjeverozapad, jugoistok i jugozapad,
- nadogradnju pješačkog pothodnika ispod Remetinečke ceste, jer se cesta širi na zapadnoj strani
- rekonstrukciju tramvajske pruge ispod rotora s tramvajskim okretištem, s dodatnom mogućnošću direktnog skretanja tramvaja iz pravca Jadranskog mosta prema Aveniji Dubrovnik te s otvaranjem mogućnosti izgradnje tramvajske pruge do Laništa
- izvedbu prometnica sa svom potrebnom prometnom signalizacijom i opremom, svjetlosnom signalizacijom–semaforizacijom raskrižja
- izvedbu zidova za zaštitu od buke visine 3 – 4 m, u ukupnoj duljini 536 m, u zoni jugoistočne rampe (Savski gaj) Remetinečka cesta–Dubrovačka avenija
- krajobrazno uređenje kojim će se sanirati zahvaćeni i devastirani okoliš te ozeleniti i urediti preostale zemljane površine
- zaštita i prelaganje svih vrsta instalacija iz trase izgradnje podvožnjaka s izgradnjom novih (kanalizacijskog kolektora, vodoopskrbe, odvodnje s izgradnjom crpne stanice podvožnjaka, elektroinstalacija, TK i DTK instalacija, plinskih instalacija…)
- izgradnja nove moderne (LED) javne rasvjete

### Završetak radova
Završetak radova, iako predviđen nekoliko mjeseci ranije, bio je 31. svibnja 2020. godine. Ukupna vrijednost projekta rekonstrukcije rotora je oko 331,6 milijuna kuna, od čega je s gotovo 273 milijuna kuna sufinanciran sredstvima Europskog fonda za regionalni razvoj. Promet na rotoru za vozila otvoren je 23. siječnja, a 1. travnja dovršena je puštanjem u promet tramvajske pruge.

## Vanjske poveznice
- Vizualizacija rotora – kako će rotor izgledati 2020. godine (slika visoke razlučivosti, 5280x2086 piksela)
- Video: "Rekonstrukcija raskrižja Jadranske i Dubrovačke avenije u Zagrebu – rotor Remetinec" (trajanje: 1:56 min)
- Animacija iz projektne dokumentacije – izradili Građevinski fakultet u Zagrebu i tvrtke Aking (visoke razlučivosti; 4:10 min)